# Miguel Ángel Zalama
Miguel Ángel Zalama Rodríguez es catedrático de Historia del Arte en la Universidad de Valladolid. Sus investigaciones sobre las artes en la Edad Moderna, en especial sus trabajos sobre Juana I de Castilla, le han convertido en un referente internacional de la Historia del Arte. Desde el 5 de abril de 2016, ostenta el cargo de director del Departamento de Historia del Arte de la Universidad de Valladolid.

## Formación
Licenciado en Filosofía y Letras, sección Historia del Arte, en la Universidad de Valladolid, obtuvo su doctorado en 1988, con una tesis titulada Arquitectura del siglo XVI en la provincia de Palencia. Entre 1988 y 1989 disfrutó de una beca en el Institute of Fine Arts de Nueva York, donde tuvo la oportunidad de trabajar junto al profesor Jonathan Brown. A su regreso a España se incorporó como docente al Departamento de Historia del Arte de la Universidad de Valladolid.

## Trayectoria Académica
Desde 1989 ha ocupado diversos puestos como docente en la Universidad de Valladolid, hasta conseguir su cátedra en 2012. Durante este tiempo no solo ha impartido docencia en Valladolid, sino que ha sido profesor visitante en la Université Catholique de L'Ouest, Angers (Francia), en la Universidad de Monterrey (México) y en la Università di Perugia (Italia).
Actualmente es director del Centro Tordesillas de Relaciones con Iberoamérica de la Universidad de Valladolid y miembro del Instituto de Historia Simancas, de la misma universidad.
Como investigador, dirige el Grupo de Investigación Reconocido de la Universidad de Valladolid, Arte, poder y sociedad en la Edad Moderna y es miembro del grupo de investigación de la Universidad Complutense de Madrid, Arte, Arquitectura y Civilización de Corte en España (siglos XV-XVIII), dirigido por el catedrático Fernando Checa Cremades. Como investigador principal ha dirigido diversos proyectos de investigación, centrados en el estudio de las artes en la Edad Moderna. Ha desarrollado además investigaciones en la Università La Sapienza (Roma) y en la Università di Pavia (Italia).
En 2005 comisarió la exposición Juana I de Castilla. 450 años de su muerte en Tordesillas, celebrada en el Real Convento de Santa Clara, de Tordesillas, y un año más tarde, Felipe I el Hermoso. La Belleza y la Locura, que tuvo lugar en la Casa del Cordón de Burgos y en la Iglesia de Nuestra Señora de Brujas (2007).

## Publicaciones más relevantes
Autor de numerosos artículos científicos, se recogen a continuación los libros más relevantes de los publicados por el profesor Zalama.
- ZALAMA, M. Á., y VANDENBROECK, P. (coords.), Felipe I, el Hermoso. La belleza y la locura, Madrid, 2006.
- ZALAMA, M. Á., Vida cotidiana y arte en el palacio de la reina Juana I en Tordesillas, Valladolid, 2008 [segunda edición, segunda reimpresión].
- ZALAMA, M. Á., Juana I. Arte, poder y cultura en torno a una reina que no gobernó, Madrid, 2010.
- ZALAMA, M. Á., El Renacimiento. Artes, artistas, comitentes y teorías, Madrid, 2016.